# Tom Tryon
Thomas Lester Tryon, detto Tom (Hartford, 14 gennaio 1926 – Los Angeles, 4 settembre 1991), è stato un attore e scrittore statunitense.
Interprete di film e opere televisive, è divenuto celebre in patria con il personaggio televisivo di John Slaughter, in una serie omonima prodotta dalla Walt Disney negli anni '50 (in Italia è stato distribuito in sala un film della serie, intitolato Il ritorno di Texas John).
Durante gli anni settanta Tryon si è distinto anche, e in modo non meno significativo, come autore di romanzi di fantascienza e horror, firmati con il suo nome completo Thomas Tryon.

## Biografia
Thomas Tryon, figlio di un commerciante di abbigliamento, Arthur Lane Tryon, e non, come affermato in alcune sue biografie, dell'attore del cinema muto Glenn Tryon, crebbe a Wethersfield, nello Stato del Connecticut, nel New England. Nel 1943 si arruolò nella Marina americana e combatté nel Sud del Pacifico fino al 1946. Dopo il congedo si interessò allo spettacolo, e si attivò in ogni campo, dalle scenografie alla recitazione. Debuttò come attore a Broadway nel 1952 ed ebbe una rilevante carriera cinematografica nel corso degli anni sessanta. Tuttavia, dopo alcune delusioni artistiche, abbandonò progressivamente il cinema ed esordì con soddisfazione come scrittore di romanzi horror, scrivendo alcune opere di moderato successo, ma di importanza seminale per il genere letterario in questione.

## La carriera come attore (1952-1971)
Dopo il debutto sui palcoscenici nel musical I Wish You Were Here del 1952, Tryon lavorò come assistente di produzione per la televisione. Nel 1955 si trasferì in California dove proseguì ad operare nel campo televisivo ottenendo numerosi ruoli in allestimenti televisivi di opere teatrali, all'interno di cicli molto popolari nella tv americana dell'epoca, come le serie Jane Wyman Presents the Fireside Theatre, The 20th Century Fox-Hour, Playhouse 90, I racconti del West, General Electric Theatre.
Nel 1956 debuttò sul grande schermo nel noir di Michael Curtiz L'ora scarlatta, al fianco di Carol Ohmart. Seguì un ruolo al fianco di Charlton Heston in I violenti (1956) e, l'anno successivo, con Rod Steiger in Furia infernale (1957).
Nel 1958 Tryon fu protagonista di uno dei suoi ruoli più ricordati, nel classico della fantascienza Ho sposato un mostro venuto dallo spazio. Lo stesso anno iniziò ad interpretare una serie di episodi televisivi western per ragazzi prodotti dalla Walt Disney, dove gli venne affidato il ruolo di un personaggio storicamente esistito, John Slaughter. Questa serie, che fu sviluppata anche in un paio di produzioni cinematografiche, diede un forte contributo alla popolarità dell'attore.
La carriera di Tryon proseguì con alcune ulteriori apparizioni televisive, le più importanti nelle serie La grande vallata e Dr. Kildare, mentre al cinema comparve in alcuni titoli di grande rilievo, come La storia di Ruth (1960) e Il giorno più lungo (1962), noto film corale ed epico sullo sbarco in Normandia.
Sempre nel 1962, Tryon fu scritturato per un ruolo nel mai realizzato film Something's Got to Give, che avrebbe dovuto essere diretto da George Cukor e che avrebbe dovuto affiancare Marilyn Monroe e Dean Martin. Dopo l'improvviso licenziamento della Monroe, anche il ruolo di Tryon venne riaffidato ad altri e, successivamente, la realizzazione stessa del film venne definitivamente sospesa (come raccontato nel documentario Marilyn Monroe: l'ultimo ciak del 1990).
I successivi film Il cardinale (1963) e Prima vittoria (1965), il secondo al fianco di John Wayne ed entrambi diretti da Otto Preminger, consentirono a Tryon di distinguersi e di ottenere favorevoli recensioni critiche, coronate dalla nomination al premio Golden Globe. Tuttavia fu proprio durante la realizzazione di questo film che avvenne un episodio che, verosimilmente, segnò anche la fine dell'interesse dell'attore per questo genere di carriera artistica. Il regista Preminger lo sottopose a numerosi atti di intemperanza, che culminarono con il suo brutale licenziamento sul set, proprio in coincidenza con una occasionale visita da parte dei genitori di Tryon.
L'attore, sebbene fosse stato subito reintegrato nel cast della produzione, rimase sconvolto dall'episodio e, per sua stessa dichiarazione, iniziò da questo momento a disamorarsi della carriera recitativa. Non a caso, negli anni successivi lo si vide progressivamente meno attivo nello spettacolo.
Tra le sue ultime interpretazioni, vi sono ruoli da protagonista in produzioni non americane, come nel film d'azione italo-spagnolo Il sapore della vendetta (1970) e nel thriller australiano L'uomo che doveva uccidere il suo assassino (1970). L'ultima interpretazione di Tryon, peraltro in un cameo non accreditato, è nel film E Johnny prese il fucile (1971).

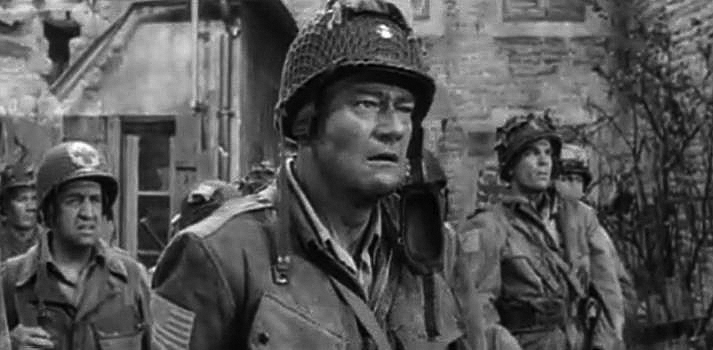
Tryon è alla destra dietro John Wayne, dal film Il giorno più lungo

## Carriera come romanziere (1971-1991)
Dopo aver assistito alla proiezione del film Rosemary's Baby di Roman Polański, tratto nel 1968 dall'omonimo romanzo di Ira Levin, Tryon percepì lo stimolo a tentare di scrivere un proprio romanzo di genere horror.
Nel 1971 diede alle stampe la sua prima opera, L'altro (The Other) che divenne subito un best seller ed ispirò a sua volta il film diretto l'anno successivo da Robert Mulligan Chi è l'altro?. Il romanzo è ambientato negli anni trenta, in una cittadina rurale del Connecticut, Pequot Landing, luogo immaginario presente anche in molti dei suoi successivi romanzi, in cui l'autore fa rivivere la piccola comunità di Wethersfield, dov'è nato e dove ha trascorso la sua infanzia. La trama sviluppa una raffinata storia di fantasmi basata sul tema del doppio e della schizofrenia, raccontato con uno stile evocativo, poetico e molto suggestivo, che coniuga abilmente le lezioni di autori come Mark Twain e William Faulkner, John Steinbeck e Ray Bradbury.
Nel 1973 pubblicò La festa del raccolto, (Harvest Home), in cui molti commentatori hanno ravvisato temi analoghi a quelli del racconto di Stephen King I figli del grano (contenuto nella raccolta A volte ritornano, pubblicata pochi anni più tardi). Nel libro di Tryon si racconta di un paese rurale, praticamente isolato dal mondo civile e sfuggito al progresso, in cui le antiche usanze campagnole, legate ai cicli naturali della terra e della coltivazione del grano, resistono tenacemente all'avanzata della civiltà, ma nascondono, dietro la parvenza di innocue tradizioni folcloristiche, una ben più raggelante perpetuazione di oscuri e sanguinari riti pagani, che i protagonisti della vicenda sveleranno pagando un caro prezzo per la loro incauta curiosità.
Nel 1974 Tryon scrisse Lady, da molti critici considerato il suo romanzo migliore, in cui si narra l'evolversi della forte relazione d'amicizia tra una ricca ed affascinante vedova cinquantenne ed un ragazzino dodicenne suo vicino di casa. L'ambientazione è ancora quella di Pequot Landing, nel Connecticut, in un periodo che precede lo scoppio della seconda guerra mondiale, in una comunità semplice, di persone profondamente legate tra loro, che l'autore ricostruisce in modo vivido e credibile.
Nel 1976 uscì una raccolta di quattro romanzi brevi, che prende il titolo da uno di essi, Fedora (1976). Proprio dal racconto che dà il titolo all'antologia, Billy Wilder trasse alcuni anni dopo il suo omonimo film (1978).
Tutti questi primi quattro romanzi di Tryon sono stati tradotti in italiano e pubblicati da Mondadori nel corso degli anni settanta, in edizioni divenute oggi di difficile reperibilità eccetto "L'altro", ristampato da Fazi nel 2021.
Le sue successive pubblicazioni sono invece ancora del tutto inedite in italiano. Esse sono:
- All That Glitters (1986), un'antologia di novelle ognuna delle quali incentrata su personaggi femminili;
- The Night of the Moonbow (1989), con cui Tryon ritorna all'horror psicologico ed al natìo Connecticut, e narra di un giovanissimo orfano proveniente dalla Germania nazista, che partecipa ad un campo estivo i cui partecipanti sono esaltati dalla dottrina del Fuhrer e dai suoi assurdi pregiudizi;
- The Wings of the Morning (1990) e il seguito
- In the Fire of Spring (1991), primi due episodi di una serie di volumi di storie romantiche di ambientazione ottocentesca, rimasta solo in forma di progetto ed incompiuta per la prematura scomparsa dell'autore;
- il favolistico romanzo di formazione The Adventures of Opal and Cupid (1992), storia di un circo, di una ragazzina e del suo elefante, scritto a sei mani con Clive George Wilson e Rachel Isadora;
- Night Magic (romanzo pubblicato postumo nel 1995), una rivisitazione moderna del mito dell'apprendista stregone, in cui nella New York dei nostri giorni un giovane aspirante mago scopre, a suo danno, quanto siano spietate e senza rimedio le leggi che governano gli autentici fenomeni magici.

## Vita privata
Tryon sposò nel 1955 Ann L. Noyes, la figlia dell'agente di borsa Joseph Leo Lilienthal e della sua ex-moglie Edna Arnstein. Lei era l'ex moglie di Thomas Ewing Noyes, con il quale fu una produttrice teatrale. I Tryons divorziarono nel 1958, e Ann Tryon si riprese il cognome del suo precedente matrimonio, morendo Ann L. Noyes nel 1966.
Nel corso degli anni '70 ebbe una relazione con Clive Clerk, attore nel cast originale del musical A Chorus Line e, in seguito, celebre decoratore di interni, che tra l'altro curò l'arredamento del lussuoso appartamento newyorkese di Tryon, affacciato su Central Park e che apparve anche sull'Architectural Digest.
Tryon ebbe anche una relazione con Calvin Culver, noto come Casey Donovan, un pornodivo gay.
Egli ha spesso parlato di un partner invisibile durante la sua vita, un amante che aveva chiamato Patrick Norton. Questo Patrick viveva nei sogni e nell'immaginazione di Tryon ed è la base per molti dei suoi personaggi (da notare che tutti muoiono per morti orribili).

## Morte
Tryon è morto di cancro allo stomaco nel 1991, a 65 anni.

## Filmografia

### Cinema
- I violenti (Three Violent People), regia di Rudolph Maté (1956)
- Il grido delle aquile (Screaming Eagles), regia di Charles Haas (1956)
- L'ora scarlatta (The Scarlet Hour), regia di Michael Curtiz (1956)
- Furia infernale (The Unholy Wife), regia di John Farrow (1957)
- Ho sposato un mostro venuto dallo spazio (I Married a Monster from Outer Space), regia di Gene Fowler Jr. (1958)
- La storia di Ruth (The Story of Ruth), regia di Henry Koster (1960)
- Avventura d'amore e di guerra (Marines Let's Go), regia di Raoul Walsh (1961)
- Il giorno più lungo (The Longest Day), regia di Ken Annakin, Andrew Marton e Bernhard Wicki (1962)
- Un tipo lunatico (Moon Pilot), regia di James Neilson (1962)
- Il cardinale (The Cardinal), regia di Otto Preminger (1963)
- Prima vittoria (In Harm's Way), regia di Otto Preminger (1965)
- Doringo! (The Glory Guys), regia di Arnold Laven (1965)
- Il sapore della vendetta (Persecucciòn hasta valencia), regia di Julio Coll Claramount (1967)
- L'uomo che doveva uccidere il suo assassino (Color me Dead), regia di Eddie Davis (1969)

### Televisione
- The 20th Century-Fox Hour – serie TV, episodio 2x10 (1957)
- The Restless Gun – serie TV, episodio 1x25 (1958)
- General Electric Theater – serie TV, episodio 6x24 (1958)
- Il virginiano (The Virginian) – serie TV, episodi 1x14-5x14-6x04-9x09 (1962-1970)
- La grande vallata (The Big Valley) – serie TV, episodio 1x28 (1966)
- I sentieri del west (The Road West) – serie TV, episodio 1x25 (1967)

## Doppiatori italiani
- Giuseppe Rinaldi in I violenti, L'ora scarlatta, Il cardinale
- Pino Locchi in Prima vittoria, Un tipo lunatico
- Enrico Maria Salerno in Ho sposato un mostro venuto dallo spazio
- Emilio Cigoli in La storia di Ruth
- Manlio De Angelis in Il giorno più lungo
- Sergio Graziani in  Doringo!

## Opere letterarie
- L'altro (The Other, 1971), Mondadori;
- La festa del raccolto (Harvest Home, 1973), Mondadori;
- Lady (id., 1974), Mondadori;
- Fedora (Fedora, 1976), Mondadori;
- The Night of the Moonbow (1989), inedito in Italia;
- The Wings of the Morning (1990), inedito in Italia;
- In the Fire of Spring (1991), inedito in Italia;
- The Adventures of Opal and Cupid (1992) pubblicazione postuma, inedito in Italia;
- Night Magic (1995) pubblicazione postuma, inedito in Italia.